# Karl Lucius

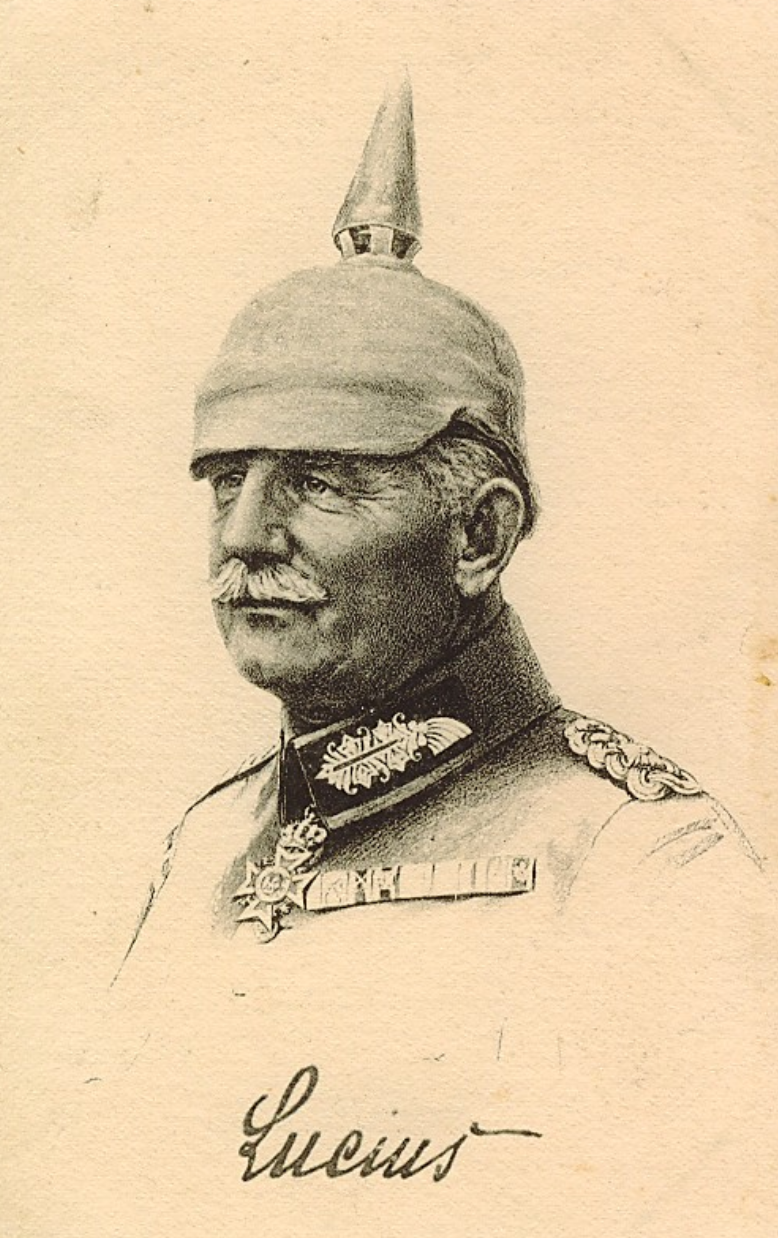
Karl Lucius

Karl Lucius (* 5. April 1858 in Zittau; † 19. November 1927 in Dresden) war ein sächsischer Generalleutnant.

## Leben

### Familie
Er heiratete am 27. September 1887 Christa Portius, Tochter des sächsischen Generals August Portius (1834–1912) und dessen Ehefrau Clara Therese von Tasch (1845–1898) und bekam mit ihr fünf Kinder, nämlich Hans, Frieda, Günther, Werner und Walter.

### Militärische Karriere

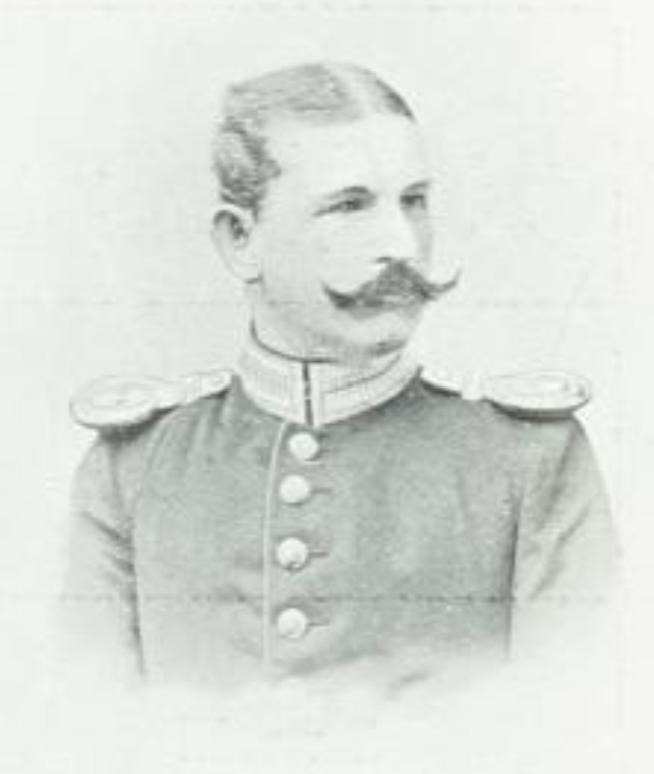
Karl Lucius als Generalstabsoffizier in jüngeren Jahren

Nach Besuch der Realschule in Leipzig trat er 1880 als Soldat in die sächsische Armee ein, wo er noch am 21. Dezember desselben Jahres zum Fähnrich im 1. Feld-Artillerie-Regiment Nr. 12 ernannt wurde. Nach Beförderung zum Leutnant am 12. Oktober 1881 wechselte er in das Infanterie-Regiment „Kronprinz“ (5. Königlich Sächsisches) Nr. 104. Er wechselte 1886 in das Infanterie-Regiment „König Wilhelm II. von Württemberg“ (6. Königlich Sächsisches) Nr. 105. Nachdem er am 1. April 1887 zum Oberleutnant befördert wurde, wurde er zur Ingenieur-Abteilung des Generalstabes unter seinem späteren Schwiegervater Oberst August Portius abkommandiert. 1900 wurde er für die nächsten drei Jahre zur preußischen Kriegsakademie in Berlin abkommandiert. Nach Beförderung zum Hauptmann am 24. März 1893 wurde er zum Generalkommando des Generalstabes in Dresden abkommandiert. Nachfolgend wurde er dann zum preußischen Großen Generalstabe in Berlin abkommandiert. Er kehrte 1899 zurück und wurde dem 11. Königlich Sächsischen Infanterie-Regiment Nr. 139 zugeteilt. Er wurde am 19. September 1900 zum Major ohne Patent ernannt und diente als Eisenbahn-Linien-Kommissar im sächsischen Generalstab. Das Patent erhielt er am 19. April 1901. 1903 diente er dann in der Zentralabteilung des Generalstabes. 1905 diente er beim Generalstab der 1. Division Nr. 23. Nach Beförderung zum Oberstleutnant am 22. September 1906 wurde er Vorstand der Abteilung für Landesaufnahme im sächsischen Generalstab. Er wurde am 23. März 1910 zum Oberst befördert und diente dann als Regimentskommandeur des Königlich-Sächsischen 14. Infanterie-Regiment 179. Nach Beförderung zum Generalmajor am 16. Juni 1913 wurde er Kommandeur der 7. Infanterie-Brigade Nr. 88.
Nach Ausbruch des Ersten Weltkrieges diente er als Kommandeur der 45. Infanterie-Brigade und führte diese bei der Schlacht bei Dinant und der Schlacht an der Marne. Er wurde als Generalmajor am 7. Januar 1915 mit dem Ritterkreuz des Militär-St.-Heinrichs-Ordens ausgezeichnet. Als Generalleutnant übernahm er nachfolgend die Königlich-Sächsische 123. Infanterie-Division und führte diese bei der Schlacht an der Somme und wurde für seine Verdienste am 28. August 1916 mit dem Komturkreuz II. Klasse des Militär-St.-Heinrichs-Ordens ausgezeichnet. Er wurde in letzten Monaten des Krieges als Nachfolger von Adoph von Carlowitz noch Kommandierender General des XIX. (II. Königlich Sächsischen) Armee-Korps.